# Il monaco inglese
Il monaco inglese è un romanzo di Valeria Montaldi. Edito per la prima volta nel 2006 da Rizzoli, è il terzo romanzo dell'autrice.
Nel 2007 è stato selezionato per il Premio Bancarella.

## Trama
Milano, 1246. Nel buio della notte, le mura della città sono rischiarate da una luce sinistra: un incendio sta distruggendo la casa di Guglielmo. L'uomo, rispettato mastro muratore, muore tra le fiamme insieme alla moglie. Dal limitare del bosco, Juditha, la strega del Quadronno, segue in silenzio la fuga guardinga dell'uomo che ha appiccato il rogo. Nel frattempo, Arnolfo, l'abate di San Simpliciano, deve affrontare la prova più difficile della sua vita: difendere l'onorabilità del monastero dai raggiri di Birago, un mercante senza scrupoli. Il recente e prestigioso matrimonio della figlia Anselma con un erede della potente famiglia Della Torre non basta a nascondere i loschi raggiri del mercante: ben presto i sospetti verso la sua condotta sciagurata diventeranno certezza. Frate Matthew, tornato a Milano per incontrare l'amico Arnolfo, si troverà suo malgrado a doverlo aiutare ancora una volta, condividendo con lui il peso di una colpa segreta. Mentre in città le voci che accusano Birago si fanno sempre più ricorrenti, Matthew cercherà la prova che dimostri l'innocenza di Arnolfo. Lungo il gravoso cammino che gli è stato imposto rischierà la vita, ma incontrerà anche una donna capace di risvegliare in lui un sentimento che non credeva di poter provare. Tra i vicoli polverosi di Milano, intanto, cresce la rabbia del popolo contro l'arrogante potere del ceto mercantile e verso il podestà: ignara della tragedia che sta per abbattersi su di lei, la giovane Anselma segue il filo sottile di una inaspettata rivelazione che la condurrà a scoprire un segreto sconvolgente.

## Edizioni
- Valeria Montaldi, Il monaco inglese, collana Narrativa, Rizzoli, 2006,  p. 459, ISBN 978-88-17-01170-9.

- Valeria Montaldi, Il manoscritto dell'imperatore, BUR, 2007,  p. 460, ISBN 978-88-17-01678-0.